# 로일고산밭쥐
로일고산밭쥐(Alticola roylei)는 비단털쥐과에 속하는 설치류의 일종이다. 중국과 네팔, 인도에서 발견된다.